# Reichstag zu Worms (772)
Der Reichstag zu Worms im Jahr 772 war eine Reichsversammlung unter König Karl (dem Großen).

## Ereignisse
Dieser Reichstag in Worms ist durch die Annales regni Francorum in der Fassung Annales qui dicuntur Einhardi belegt, die Annales regni Francorum – Annales Laurissenses Maiores nutzen für die Versammlung den Begriff „Synode“. Dort wird berichtet, dass König Karl in einer Reichsversammlung in Worms beschloss, gegen die Sachsen in den Krieg zu ziehen. Tagungsort dürfte die Pfalz Worms gewesen sein. Der Kriegszug folgte unmittelbar auf die Reichsversammlung. Die Auseinandersetzung sollte sich schließlich von 772 bis etwa 804 erstrecken.
Vorangegangen war die Plünderung und das Niederbrennen der Kirche von Deventer Mitte Januar 772 durch sächsische Plünderer. Da Kriegszüge damals in der Regel im Sommer durchgeführt wurden und noch im gleichen Jahr die Irminsul durch die Franken zerstört wurde, ist die Reichsversammlung auf das Frühjahr 772 anzusetzen.